# Gerard Boter
Gerard Boter, informell Gerrit Boter, auch Gerrit Johannes Boter (* 1954 in Haarlem) ist ein niederländischer Klassischer Philologe (Gräzist).

## Leben
Nach dem Besuch des Erste Christelijk Lyceum in Haarlem von 1966 bis 1972 studierte Gerard Boter von 1972 bis 1980 Klassische Philologie an der Vrije Universiteit Amsterdam. Daran schloss er von 1982 bis 1986 ein Promotionsstudium bei Dirk Marie Schenkeveld und Simon Roelof Slings an. Die Dissertation war der Textüberlieferung von Platons Politeia gewidmet. Schon von 1977 bis 2008 lehrte er die klassischen Sprachen an verschiedenen Sekundarschulen. Nach dem Abschluss der Promotion 1986 arbeitete er bis 2001 zudem als independent researcher. 2001 erhielt er eine Anstellung an der Vrije Universiteit, die er ausübte, bis er 2004 zum Nachfolger des früh verstorbenen Simon Slings auf dem gräzistischen Lehrstuhl der Vrije Universiteit ernannt wurde. Im September 2019 ging er in den Ruhestand.
Boter arbeitet zur Textüberlieferung und Interpretation Platons, Epiktets und des Philostratos. Für den von Slings herausgegebenen Oxford Classical Text der Politeia legte er in seiner Dissertation die überlieferungsgeschichtlichen Grundlagen. Von Epiktets Encheiridion hat er eine textkritische Ausgabe in der Bibliotheca Teubneriana vorgelegt. Von Philostratos’ Leben des Apollonios von Tyana hat er dort ebenfalls eine textkritische Edition vorgelegt.

## Schriften (Auswahl)
- Critical Notes on Philostratus’ ›Life of Apollonius of Tyana‹. (Sammlung wissenschaftlicher Commentare). De Gruyter, Berlin/Boston 2023.
- (Hrsg.): Flavius Philostratus, Vita Apollonii Tyanei. (Bibliotheca scriptorum Graecorum et Romanorum Teubneriana). Walter de Gruyter, Berlin, Boston 2022
- (Hrsg.): Epictetus, Encheiridion. (Bibliotheca scriptorum Graecorum et Romanorum Teubneriana). Walter de Gruyter, Berlin, Boston 2007.
- (Hrsg.): The Encheiridion of Epictetus and its Three Christian Adaptations. Transmission and Critical Editions. Leiden 1999.
- The Textual Tradition of Plato’s Republic. Leiden 1989.